# Seweryn Gałęzowski
Seweryn Gałęzowski (ur. 25 stycznia 1801 w Kniażej Krynicy, zm. 31 marca 1878 w Paryżu) – polski lekarz, chirurg, powstaniec listopadowy i działacz społeczno-polityczny. Kawaler Orderu Virtuti Militari.

## Życiorys
Urodził się w Kniażej Krynicy w pobliżu miasta Lipowiec w guberni kijowskiej. Kształcił się  gimnazjum w Humaniu, następnie od 1819 na Uniwersytecie Wileńskim, gdzie w 1824 uzyskał stopień doktora chirurgii i sztuki położniczej. Został adiunktem przy katedrze chirurgii na tej uczelni. Od 1828 pracował jako profesor chirurgii uniwersytetu. W chwili wybuchu powstania listopadowego 1830 przebywał w Neapolu, po czym udał się na tereny polskie, aby wziąć udział w narodowym zrywie. Był lekarzem wojskowym dywizji 4 piechoty służącym w lazaretach i ambulansach. W uznaniu jego zasług Rząd Narodowy przyznał 11 września 1831 mu Krzyż Złoty Orderu Virtuti Militari (nr 2467).
Po powstaniu udał się do Niemiec. Poszukiwany przez agentów carskich musiał uciec do Ameryki. Od 1834 przebywał w Meksyku. Prowadził tam praktykę wśród ubogiej ludności indiańskiej. Był jednym z założycieli uniwersytetu w mieście Meksyk. Po wybuchu powstania wielkopolskiego 1848 postanowił wracać do Europy, a po jego stłumieniu zatrzymał się w Paryżu, gdzie jako przewodniczący Rady Szkolnej od 1854, doprowadził do rozkwitu szkoły batiniolskiej w Paryżu. Po wybuchu powstania styczniowego 1863 był członkiem komitetu polskiego utworzonego przez Rząd Narodowy w Paryżu, w tym w ramach izby obrachunkowej. W 1876 po raz ostatni odwiedził ziemie polskie, a w 1877 utworzył stypendium imienia Śniadeckich.

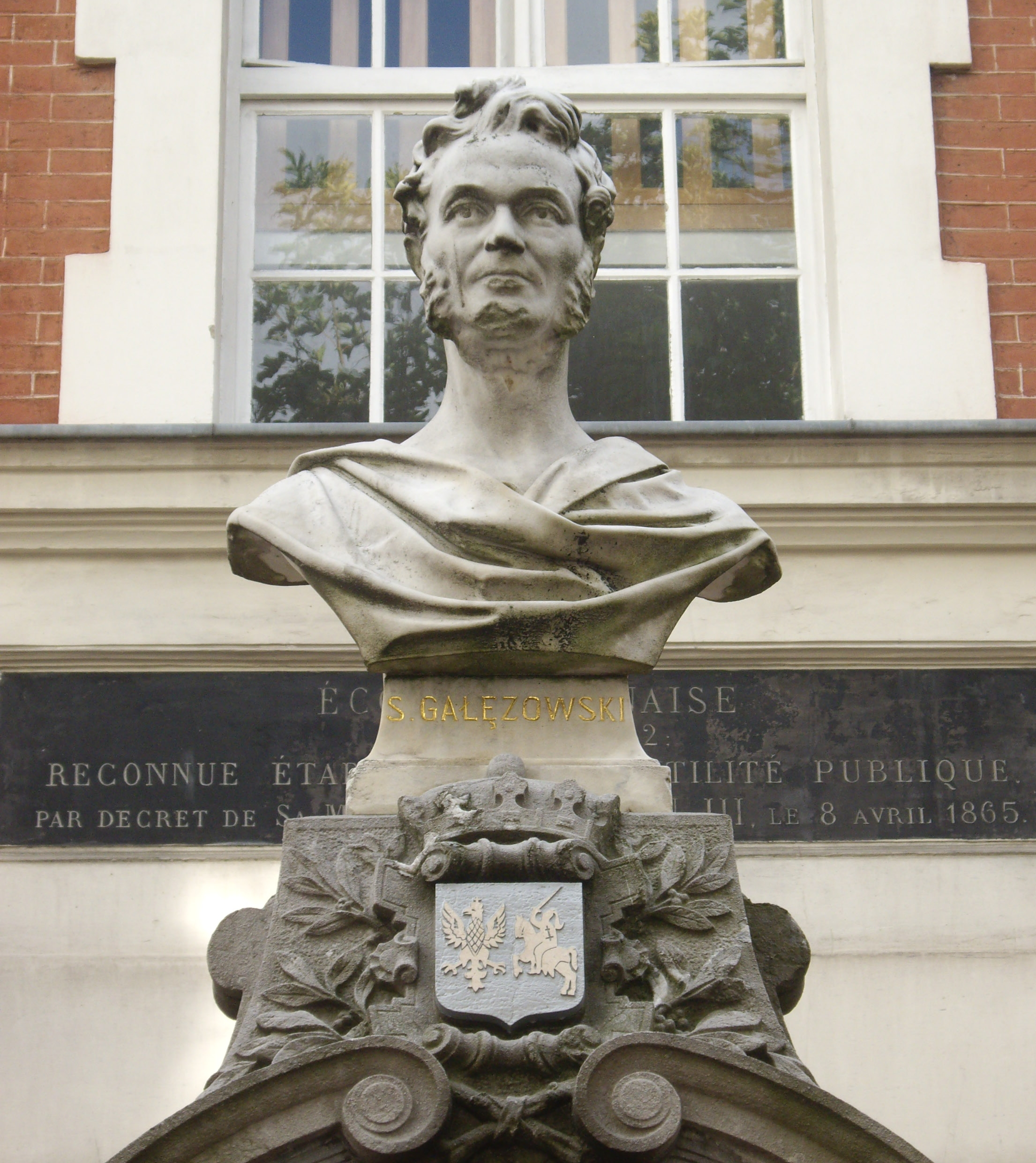
Popiersie Seweryna Gałęzowskiego dłuta Cypriana Godebskiego w Paryżu

Zmarł 31 marca 1878 w swoim paryskim mieszkaniu przy Blanche, a 3 kwietnia 1878 został pochowany na tamtejszym cmentarzu Pere-Lachaise.
Po śmierci Seweryna przewodniczącym Rady szkoły batiniolskiej w Paryżu został Ksawery Gałęzowski, bratanek Seweryna.

## Życie prywatne
Był stryjem Ksawerego, polskiego lekarza okulisty i Józefa.